# Erastus Dow Palmer

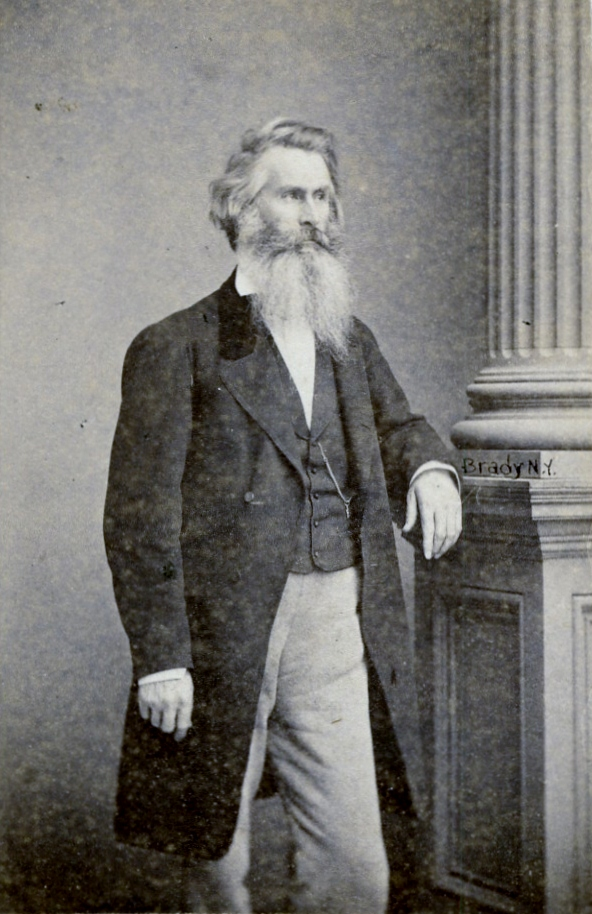
Erastus Dow Palmer

Erastus Dow Palmer (* 2. April 1817 in Pompey, Bundesstaat New York, USA; † 9. März 1904 in Albany, USA) war ein US-amerikanischer Kameenschneider und Bildhauer.

## Leben
Palmer wuchs in ländlicher Umgebung auf und genoss lediglich sechs Monate lang eine formelle Schulbildung, bevor er eine Ausbildung als Zimmermann begann. Im Alter von neun Jahren baute er bereits ein Modell einer Sägemühle und im Alter von 17 Jahren verließ er Pompey. Seine Wanderschaft endete in Amsterdam (Stadt, New York), wo er als Zimmermann, Holzschnitzer und Schreiner arbeitete.
1843 heiratete Palmer seine zweite Frau in Utica (New York), nachdem seine erste Frau im Kindbett verstorben war. Im gleichen Jahr fertigte er eine Kamee seiner Frau an, der in den darauffolgenden zwei Jahren ca. 200 weitere folgten. 1846 zog er mit seiner Familie nach Albany. Dort begann er seine Laufbahn als Bildhauer. Er fertigte überwiegend Reliefs für Kirchen sowie Porträtbüsten an. Bei einer Ausstellung des Jahres 1850 in der National Academy of Design in New York City erregten seine Arbeiten große Aufmerksamkeit, so dass er zum Ehrenmitglied der Akademie ernannt wurde.
In den folgenden Jahren entstanden von Palmers Hand eine Reihe von Porträtbüsten und großformatigen Statuen aus Bronze oder Marmor. 1873 ging er für einige Zeit nach Paris. Dort begann er die Bronzestatue Chancellor Robert R. Livingston, eine Auftragsarbeit seines Heimatstaats, die heute in der Krypta des United States Capitol im Kapitol der US-amerikanischen Bundeshauptstadt Washington, D.C. aufgestellt ist.
Palmer verstarb in seinem Haus in Albany. Von seinen vier Kindern ist der Maler Walter Launt Palmer (1854–1934) bekannt, der in Paris studierte. Er wurde 1897 ein Mitglied der National Academy of Design.

## Weitere Werke
- The Dawn of Christianity, Marmor, 1855. Metropolitan Museum of Art, Manhattan, New York City.
- The White Captive, Marmor, 1858. Metropolitan Museum of Art, Manhattan, New York City.
- Peace in Bondage, Marmorrelief im Rahmen, 1863. Albany Institute of History and Art, Albany, New York State.
- Peace in Bondage, Marmorrelief in veränderter Fassung, 1868. Maryland State Art Collection, Baltimore, Maryland, USA.
- Angel at the Sepulchre, 1865. Albany Rural Cemetery, Albany, New York State.